# Pepe Lucas
José Saint-Claire Cábelo, más conocido como Pepe Lucas (nacido el 25 de febrero de 1916 en Santo Domingo) es un ex beisbolista profesional dominicano que tuvo mucha preponderancia tanto en el béisbol de República Dominicana como en Puerto Rico. También jugó en Venezuela, Colombia y Cuba.
Es hermano del también beisbolista Güigüí Lucas.
Murió en Santo Domingo el 20 de septiembre del 1993, a la edad de 77 años.

## Carrera

### Puerto Rico
Antes de jugar en su país natal República Dominicana, Lucas jugó en el béisbol de Puerto Rico como primera base de los Cangrejeros de Santurce. Es recordado por conectar un batazo que le dio la victoria a los Cangrejeros sobre los Criollos de Caguas. El batazo posteriormente sería llamado "El Pepelucazo" en alusión a su apodo. 
Participó en dos Series del Caribe con los Cangrejeros de Santurce en 1953 y 1955.

### República Dominicana
Primera base y toletero de los Leones del Escogido en la Liga Dominicana, Lucas fue consedirado como el mejor primera base de todos los tiempos. Con el Escogido, Lucas militó alrededor de seis temporadas (1956-57), estableciendo un promedio de bateo de por vida de .266.
Su mejor temporada fue en 1954 donde bateó para .297 en 38 partidos, 145 veces al bate, 23 carreras anotadas, 43 hits, 8 dobles, 1 triple, 26 remolcadas, 8 ponches y 3 bases robadas.
En 6 temporadas, Lucas jugó en (246) partidos, apareció 903 veces al bate, tuvo 109 anotadas, 240 hits, 36 dobles, 6 triples, 17 cuadrangualres, 17 bases por bolas, 28 ponches y 3 bases robadas.

### Como dirigente
Lucas se desempeñó como dirigente en Colombia.
Dirigió los Leones del Escogido en la campaña 1960-61, ganando el campeonato a las Águilas Cibaeñas.

## Honores
Fue exaltado al Pabellón de la Fama del Deporte Dominicano en 1974.